# Josh Hamilton (basebollspelare)

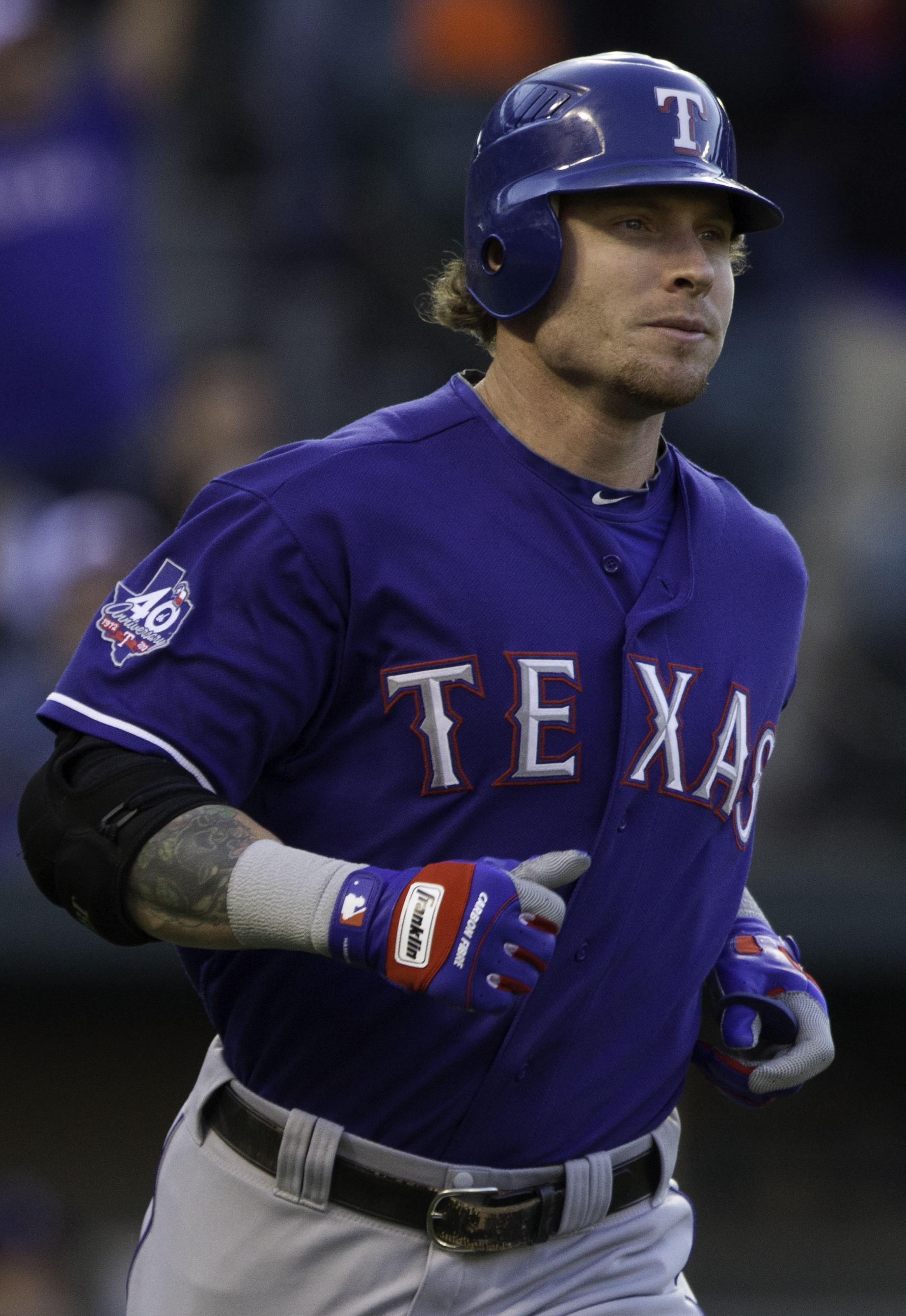
Josh Hamilton i Texas Rangers dräkt 2012.

Joshua "Josh" Holt Hamilton, född den 21 maj 1981 i Raleigh i North Carolina, är en amerikansk före detta professionell basebollspelare som spelade som outfielder för Cincinnati Reds, Texas Rangers och Los Angeles Angels of Anaheim i Major League Baseball (MLB) mellan 2007 och 2015.
Hamilton draftades av Tampa Bay Devil Rays i 1999 års MLB-draft.
Hamilton vann tre Silver Slugger Awards.